# Бет Барр
Бет Барр (англ. Beth Barr, 17 грудня 1971) — американська плавчиня.
Призерка Олімпійських Ігор 1988 року.
Призерка Пантихоокеанського чемпіонату з плавання 1987 року.